# Гидромотор
Гидромотор — объёмный гидродвигатель с неограниченным поворотным движением своего выходного звена.

Условное графическое обозначение реверсивного нерегулируемого гидромотора

## Конструкция и принцип работы
Конструкции гидромоторов аналогичны конструкциям соответствующих насосов. Некоторые конструктивные отличия связаны с обратным потоком мощности через гидромашину, работающую в режиме гидромотора. В отличие от насосов, в гидромоторе на вход подаётся рабочая жидкость под давлением, а на выходе снимается с вала крутящий момент.
Наибольшее распространение получили шестерённые, пластинчатые, аксиально-плунжерные и радиально-плунжерные гидромоторы.
Управление движением вала гидромотора осуществляется с помощью гидрораспределителя либо с помощью средств регулирования гидропривода.

## Область применения
Аксиально-плунжерные гидромоторы используются в тех случаях, когда необходимо получить высокие скорости вращения вала, а радиально-плунжерные — когда необходимы небольшие скорости вращения при большом создаваемом моменте вращения. Например, поворот башни некоторых автомобильных кранов осуществляют радиально-плунжерные гидромоторы. В станочных гидроприводах широко распространены пластинчатые гидромоторы. Шестерённые гидромоторы используются в несложных гидросистемах с невысокими требованиями к неравномерности вращения вала гидромотора.
Гидромоторы широко применялись в авиации разработки СССР в виде двухканальных гидроприводов закрылков и перекладки крыла, а также ряде вспомогательных систем, ввиду их небольших габаритов и большой мощности. Также гидромоторы часто используются в маневровых и узкоколейных тепловозах для передачи энергии от двигателя к колёсным парам.
В бытовых счётчиках расхода воды также используются небольшие гидромоторы.

## Преимущества
Гидромоторы применяются в технике значительно реже электрических моторов, однако в ряде случаев они имеют существенные преимущества перед последними. Гидромоторы меньше в среднем в 3 раза по размерам и в 15 раз по массе, чем электромоторы соответствующей мощности. Диапазон регулирования частоты вращения гидромотора существенно шире: например, он может составлять от 2500 об/мин до 30-40 об/мин, а в некоторых случаях, у гидромоторов специального исполнения, доходит до 1-4 об/мин и меньше. Время запуска и разгона гидромотора составляет доли секунды, что для электромоторов большой мощности (несколько киловатт) недостижимо. Для гидромотора не представляют опасности частые включения-выключения, остановки и реверс. Закон движения вала гидромотора может легко изменяться путём использования средств регулирования гидропривода.

## Что не является гидромотором
- Гидравлическая турбина
- Лодочный мотор
- Водомётный движитель